# Гиппоник (сын Каллия)
Гиппоник (др.-греч. Ἱππόνικος) — афинский аристократ V—IV веков до н. э.
Сын Каллия Богатого от первого брака с дочерью Главкона. Последний известный представитель старшей линии рода Кериков — так называемой семьи «Каллиев», или «Каллиев-Гиппоников». В просопографической и генеалогической литературе для удобства обычно именуется Гиппоником IV.
Согласно Андокиду, в последние годы V века до н. э. Каллий хотел выдать за Гиппоника свою падчерицу, дочь Эпилика. Она была так называемой эпиклерой, то есть, наследницей земельных владений отца, не имевшего сыновей. Поскольку на руку девушки заявил претензии Андокид, соперничество, осложнявшееся коммерческим конфликтом, привело у судебному процессу, который Каллий проиграл.
Гиппоник был женат на своей двоюродной сестре, дочери Алкивиада и Гиппареты, но, по словам Лисия, развелся с ней, так как её брат, Алкивиад Младший, вступил с сестрой в противозаконную связь. Аутентичность этой речи Лисия вызывает сомнения, а обвинение в инцесте в Афинах, где разрешались браки с двоюродными сестрами и племянницами, не было редкостью, и о его справедливости судить невозможно.
Поскольку отец Гиппоника разорился, его сын не мог рассчитывать на политическую карьеру, а поправить финансовое положение семьи, вероятно, уже не удалось, поскольку в источниках сведения об этом отсутствуют.